# ドウェイン・ケイシー
ドウェイン・リンドン・ケイシー（Dwane Lyndon Casey, 1957年4月17日 - ）は、アメリカ合衆国インディアナ州インディアナポリス出身のバスケットボール指導者。

## 経歴
ケンタッキー大学を1979年に卒業後、母校でコーチとしてのキャリアを開始しアシスタントコーチを10年以上務めたが、金銭に絡むスキャンダルで辞任した
その後日本でコーチ業を積んだ後、NBAでのキャリアはジョージ・カール率いるシアトル・スーパーソニックスのアシスタントコーチとなった1994年に始まった。2005年にミネソタ・ティンバーウルブズのヘッドコーチに就任し2シーズンを務めた後、リック・カーライル率いるダラス・マーベリックスのアシスタントコーチを3シーズン務め2011年にNBAチャンピオンを経験。2011年、トロント・ラプターズのヘッドコーチに就任した。2014年から連続でラプターズを地区優勝に導き、2015-2016シーズンはチーム史上最高の56勝26敗を記録した。
2018年1月28日、ラプターズでは初となるNBAオールスターゲームのヘッドコーチに選ばれ、、2月11日にはラプターズのヘッドコーチとして300勝を記録した。 プレーオフは、1st.ラウンドでワシントン・ウィザーズを第6ゲームで破ったが、カンファレンス準決勝でクリーブランド・キャバリアーズにスイープされ敗退した
2018年5月11日、ヘッドコーチを解任された 。
2018年6月11日、デトロイト・ピストンズのヘッドコーチに就任。就任初年度となる2018−19シーズンにチームを3シーズンぶりとなるプレイオフ出場となる8位で終えた。
2023年4月10日、ヘッドコーチを離れピストンズのフロントオフィス入りとなった。

## ヘッドコーチ成績
| チーム                       | シーズン | G   | W   | L   | W–L% | シーズン結果     | PG | PW | PL | PW–L% | 最終結果                     |
| ---------------------------- | -------- | --- | --- | --- | ---- | ---------------- | -- | -- | -- | ----- | ---------------------------- |
| ミネソタ・ティンバーウルブズ | 2005–06  | 82  | 33  | 49  | .402 | 3rd in Northwest | —  | —  | —  | —     | プレーオフ不出場             |
| ミネソタ・ティンバーウルブズ | 2006–07  | 40  | 20  | 20  | .500 | (fired)          | —  | —  | —  | —     | —                            |
| トロント・ラプターズ         | 2011–12  | 66  | 23  | 43  | .348 | 4th in Atlantic  | —  | —  | —  | —     | プレーオフ不出場             |
| トロント・ラプターズ         | 2012–13  | 82  | 34  | 48  | .415 | 5th in Atlantic  | —  | —  | —  | —     | プレーオフ不出場             |
| トロント・ラプターズ         | 2013–14  | 82  | 48  | 34  | .585 | 1st in Atlantic  | 7  | 3  | 4  | .429  | 1st.ラウンド敗退             |
| トロント・ラプターズ         | 2014–15  | 82  | 49  | 33  | .598 | 1st in Atlantic  | 4  | 0  | 4  | .000  | 1st.ラウンド敗退             |
| トロント・ラプターズ         | 2015–16  | 82  | 56  | 26  | .683 | 1st in Atlantic  | 20 | 10 | 10 | .500  | カンファレンスファイナル敗退 |
| トロント・ラプターズ         | 2016–17  | 82  | 51  | 31  | .622 | 2nd in Atlantic  | 10 | 4  | 6  | .400  | カンファレンス準決勝敗退     |
| トロント・ラプターズ         | 2017–18  | 82  | 59  | 23  | .720 | 1st in Atlantic  | 10 | 4  | 6  | .400  | カンファレンス準決勝敗退     |
| Career                       | Career   | 680 | 373 | 307 | .549 |                  | 51 | 21 | 30 | .412  |                              |